# Список депутатов Верховного Совета Эстонской ССР XI созыва
Список депутатов Верховного Совета Эстонской ССР 11 созыва (1985—1990).

## А
- Аамер, Эдуард Эдгарович
- Абен, Айли Иоханновна
- Агур, Майдо Альбертович
- Айм, Ильме Аксел
- Айнумяэ, Алар Яанович
- Алексин, Леонид Павлович
- Алисова, Галина Леонидовна
- Алихвер, Леонид Савельевич
- Аллика, Лууле Ильмаровна
- Аллмере, Яак Александрович
- Альберг, Райн Придийкович
- Альманн, Арно Йоханнесович
- Ананич, Леонид Александрович
- Андреев, Владимир Яковлевич (депутат)
- Андреева, Галина Ивановна
- Арувалд, Андрес Эвальд-Эдуардович
- Ауи, Хельгар-Юри Арнольдович
- Аус, Эриа Михкелевна
- Ахман, Рейн Аугустович

## Б
- Бамасько, Александр Дмитриевич
- Бардин, Николай Сергеевич
- Бейно, Кален Рудольфович
- Березовская, Людмила Гавриловна
- Блажис, Ромуальдас Казио
- Бойцова, Валентина Ивановна
- Бойцова, Валентина Михайловна
- Большакова, Нина Васильевна
- Босенко, Олег Александрович
- Бубнова, Ирина Станиславовна

## В
- Вайно, Карл Генрихович
- Варес, Яан Яанович
- Васиков, Пётр Никитич
- Вахт, Виктор Александрович
- Вейанд, Маре Михкелевна
- Веселов, Александр Николаевич
- Вескивяли, Вильяр Хутович
- Вескимяэ, Людмила Михайловна
- Ветинг, Тийа Карловна
- Виленберг, Ирина Васильевна
- Вилло, Сильви-Айре Арнольдовна
- Виноградов, Владимир Семёнович
- Виркус, Рейн Паулович
- Вияр, Урмас Хелдурович
- Волкова, Кира Макаровна

## Г
- Ганюшов, Николай Петрович
- Гнездилов, Василий Иванович
- Городова, Мира Александровна
- Грен, Арнольд Карлович
- Гречкина, Эльза Робертовна

## Д
- Дмитриев, Николай Иванович

## Ж
- Жильченков, Владимир Александрович
- Жуков, Николай Николаевич
- Журавлёва, Марина Брониславовна

## З
- Замахин, Александр Владимирович
- Зарубин, Леонид Кириллович
- Земчихин, Борис Дмитриевич

## И
- Иванов, Александр Владимирович
- Иванов, Николай Михайлович
- Ильвес, Владимир Леонтьевич
- Ильина, Светлана Сергеевна
- Ингерман, Анна Алексеевна
- Ирд, Каарел Кириллович

## К
- Кайдла, Рейн Юлиусович
- Кайк, Лембит Юрьевич
- Калдма, Арво Укувич
- Каллас, Ильмар Хансович
- Каллас, Эльмар Аугустович
- Кампус, Эда Михкелевна
- Кангур, Марет Феликсовна
- Карабельник, Малле Лембитовна
- Карпеченкова, Галина Владимировна
- Карпюк, Наталья Викторовна
- Каск, Арно Хейнрихович
- Каур, Калев Хейноевич
- Квелл, Рейн Вольдемарович
- Кеёрна, Арно Артурович
- Кёэп, Вайда Хельмутовна
- Киви, Элле Атсовна
- Киик, Эви Мадисовна
- Кийск Кальё Карлович
- Кийсла, Юллар Оскарович
- Киммель, Карл Иванович
- Кирс, Рейн Оскарович
- Китсик, Мерике Эдовна
- Клиймак, Анне Эрих-Йоханнесовна
- Климец, Любовь Григорьевна
- Клох, Зоя Васильевна
- Клушин, Олег Геннадьевич
- Кожина, Галина Ивановна
- Койдуранд, Майре Леоевна
- Колла, Урмас Арсеньевич
- Колло, Юло Артумисиусович
- Колосова, Май Эльмаровна
- Колтаков, Василий Геннадьевич
- Комкова, Наталья Григорьевна
- Константинов, Василий Никифорович
- Конт, Сулев Вольдемарович
- Коорт, Вальё
- Коппель, Хельди-Мелайне Оскаровна
- Корнева, Екатерина Петровна
- Кравец, Валерий Андреевич
- Крафт, Юри Андреасович
- Кристманн, Маарика Вяйноевна
- Кругер, Гаральд Оттович
- Кудрявцев, Александр Иванович
- Кулласте, Аллан Андреевич
- Кунахова, София Михайловна
- Курлетова, Ирина Фёдоровна
- Куузинг, Анне Райвовна
- Куцин, Иван Юрьевич
- Кылламетс, Маде
- Кыухкна, Тийт Рудольфович
- Кютт, Альфред Вольдемарович

## Л
- Лаане, Яан Вольдемарович
- Лавров, Владимир Иванович
- Лалль, Лаи Эдгаровна
- Лаос, Антс Юрьевич
- Лаул, Вейно Якобович
- Лебедева, Надежда Викторовна
- Лейиметс, Пеэтер Лембитович
- Ленцман, Леонид Николаевич
- Леоск, Майа Куставна
- Лийв, Ынне Хелмутовна
- Линд, Велло Николаевич
- Линиасмяги, Алексей Григорьевич
- Лисейская, Тамара Васильевна
- Лойдап, Валентина Васильевна
- Лотт, Йоханнес Адович
- Луговой, Александр Дмитриевич
- Лукьянчук, Валентина Григорьевна
- Луми, Харри Вальтерович
- Лунина, Анатолия Владимировна
- Луукас, Антс Густавович

## М
- Майде, Хуго Мартинович
- Макарова, Светлана Васильевна
- Мальцев, Игорь Михайлович
- Маннов, Рудольф Густавович
- Матт, Эльмар Александрович
- Матюшкина, Зоя Васильевна
- Мельник, Пётр Прохорович
- Меренди, Линда Эриховна
- Мери, Арнольд Константинович
- Меримаа, Отто Оттович
- Мерисалу, Роман-Роберт Робертович
- Метс, Иоханнес Хендрикович
- Мёльдер, Ааво Адольфович
- Мильвасте, Эне Эльмаровна
- Минина, Валентина Ивановна
- Моронов, Борис Александрович
- Москаленко, Иван Григорьевич
- Московцев, Анатолий Александрович
- Мошенко, Олег Анатольевич
- Мурников, Михаил Александрович
- Мухин, Виктор Алексеевич
- Мяндмаа, Эндель Иоханнесович
- Мянник, Харальд Александрович
- Мяннисте, Ааре Рейнович
- Мяртин, Хели Эльмаровна

## Н
- Напп, Ааре Райвоевич
- Нийсуке, Юло Андресович
- Ныупуу, Ану Фердинандовна
- Няреп, Кристине Феодоровна

## О
- Обризан, Мария Петровна
- Охак, Рутх Тынисовна
- Оя, Андрес Илмарович

## П
- Паат, Вильма Александровна
- Палу, Пээтер Карлович
- Панкратов, Валентин Матвеевич
- Панфилов, Павел Николаевич
- Парфенович, Наталья Викторовна
- Паульман, Валерий Фёдорович
- Пеэбо, Аадо Адольфович
- Пильт, Юло Арнольд-Вольдемарович
- Питк, Алдур Алексеевич
- Пйон, Тыну Аугустович
- Попов, Адольф Андреевич
- Порывкин, Вениамин Ефимович
- Прапорщикова, Марина Александровна
- Прейман, Николай Аугустович
- Приитс, Велло Арнольдович
- Пукса, Леонхард Александрович
- Пыдер, Эльму Яанович
- Пютсен, Райво Александрович
- Пяртель, Лилия Ивановна

## Р
- Раап, Райво Юлович
- Раевский, Виктор Иванович
- Раудмяэ-Таутс, Урве Карловна
- Раху, Элле Арвоевна
- Рензер, Владимир Юганессович
- Ристлаан, Рейн Эдурович
- Ристолайнен, Тауно Николаевич
- Гогушина, Татьяна Михайловна
- Роозимяэ, Элле Эдгаровна
- Роосмаа, Вальде Руудивич
- Рулль, Майе Аугустовна
- Рыжаков, Эдуард Викторович
- Рюйтель, Арнольд Фёдорович
- Ряйм, Юрий Андреевич
- Рятсеп, Вайно Иоханнесович
- Ряэтс Яан Петрович

## С
- Саар, Маре Адольф-Пауловна
- Саареке, Раул Александрович
- Саарела, Мари Акоевна
- Саккоол, Эрика Леопольдовна
- Сакслалу, Урве Хейноевна
- Сарри, Густав Эдуардович
- Саул, Бруно Эдуардович
- Семёнов, Григорий Семёнович
- Сепп, Юри Калевович
- Сеткова, Галина Куприяновна
- Сийбер, Хели Лембитовна
- Сийг, Арви Карлович
- Силлари, Энн-Арно Аугустович
- Симсон, Роберт Александрович
- Синкевич, Валентина Тихоновна
- Сирель, Линда Пеэтеровна
- Сойдла, Айн Освальдович
- Странтсова, Астрид Аугустовна
- Суви, Райли Элмаровна

## Т
- Талинг, Сирье Йоханнесовна
- Тамбет, Юло Вольдемарович
- Тамм, Борис Георгиевич
- Тамм, Виво Эдуардович
- Таммевили, Леонхард Аугустович
- Таммик, Мадис Николаевич
- Таммисту, Калев Иоханович
- Танвель, Ян Юлиусович
- Таса, Йоханнес Арнольдович
- Тедер, Хейво Оскарович
- Терентьева, Хелью-Маре Леопольдовна
- Теяр, Рита Хермановна
- Тибар, Марко Оскарович
- Тикк, Вилья Александровна
- Тобрелутс, Рейн Эрнстович
- Тодесон, Куно Эдуардович
- Толмачёв, Юрий Иванович
- Томинг, Хенно Хейнрихович
- Тоол, Тармо Энделович
- Тооме, Арнольд Хугович
- Тооме, Индрек Хербертович
- Тоотс, Эрхард Якобович
- Трауманн, Ааве Хеймаровна
- Трегубов, Анатолий Иванович
- Трофимов, Михаил Фёдорович
- Туронок, Генрих Францевич
- Тынспоег, Густав Аугустович

## У
- Уголкова, Галина Николаевна
- Удам, Вальтер Янович
- Уйбо, Урмас Робертович
- Упси, Артур-Бернхард Иоханнесович

## Ф
- Фелль, Ирина Фёдоровна
- Феодоров, Юри Александрович
- Филатов, Евгений Фёдорович

## Х
- Хагельберг, Раймунд Рудольфович
- Хальмяги, Вальтер Альбертович
- Херманн, Марианне Эльмаровна
- Хиндриксоо, Урве Кальюевна
- Холдблом, Анна Олафовна
- Хорг, Эспер Эдмонтович

## Ч
- Черевашко, Эдуард Иванович
- Чернова, Галина Гавриловна
- Чернышёв, Владимир Васильевич et:Vladimir Tšernõšev
- Четвергов, Валерий Иванович

## Ш
- Шайдулина, Тамара Михайловна
- Шеремета, Роман Иванович
- Шмидт, Лаури Арнольдович
- Шмидт, Рейн Эгонович
- Шитова, Готфрида Ивановна
- Шишов, Лев Дмитриевич

## Э
- Экс, Вальтер Петрович
- Эллер, Хиллар Эвальдович
- Эльвак, Рейн Аугустович
- Эннок, Хейно Арнольдович

## Ю
- Юрна, Тайми Эргардовна
- Юсьмя, Линда Яановна

## Я
- Ялг, Айди Артуровна
- Ярв, Эви Раймондовна